# Detectorists
Detectorists is een Britse komische serie die voor het eerst op 2 oktober 2014 op BBC 4 werd uitgezonden en drie seizoenen liep. Ze werd geschreven door Mackenzie Crook. Crook en Toby Jones vertolkten de hoofdrollen.
De serie speelt zich af in het kleine stadje Danebury in het noorden van Essex. Het verhaal draait rond de levens, liefdes en metaaldetectie-ambities van de twee hoofdpersonages, Andy en Lance, beide lid van de Danebury Metal Detecting Club.

## Productie
Detectorists werd aangekondigd door de BBC op 31 januari 2014. De producer was Adam Tandy en de serie was een Channel X en Lola Entertainment coproductie.
Alhoewel de serie zich afspeelt in Essex, werd ze voornamelijk gefilmd in Suffolk. Framlingham was de belangrijkste locatie. Andere locaties zijn Orford, Great Glemham, en Ipswich. 
Diana Rigg, die Veronica speelt, en Rachael Stirling, die haar dochter Becky speelt, zijn echt moeder en dochter.

## Rolverdeling
- Mackenzie Crook als Andy Stone, interim-arbeider die zich schoolt tot archeoloog. Lid van de Danebury Metal Detecting Club (DMDC).
- Toby Jones als Lance Stater, heftruckbestuurder en amateurmuzikant. Lid van de DMDC.
- Lucy Benjamin als Maggie, Lance's ex-vrouw die een newagewinkeltje openhoudt.(serie 1, 3)
- Adam Riches als Tony, Maggie's nieuwe vriend, manager van een pizzarestaurant. (serie 1)
- Rachael Stirling als Becky, Andy's vriendin, lerares in het basisonderwijs.
- Gerard Horan als Terry Seymour, gepensioneerde politieman die voorzitter is van de DMDC.
- Sophie Thompson als Sheila Seymour, Terry's vrouw.
- Pearce Quigley als Russell, DMDC lid.
- Divian Ladwa als Hugh, een verlegen en onhandig DMDC-lid.
- Orion Ben als Varde, een zwijgzaam DMDC-lid en vriendin van Louise.
- Laura Checkley als Louise, DMDC-lid en vriendin van Varde
- Aimee-Ffion Edwards als Sophie, universiteitsstudente antieke geschiedenis (serie 1–2)
- David Sterne als Larry Bishop, excentrieke boer en landeigenaar (serie 1–2)
- Simon Farnaby als Philip Peters en Paul Casar als Paul Lee, leden van de "AntiquiSearchers", later "Dirt Sharks" en daarna "Terra Firma", een concurrerende metaaldetectievereniging. Lance en Andy noemen hen Paul en Art omdat ze op het popduo Paul Simon en Art Garfunkel lijken.
- Diana Rigg als Veronica, Becky's moeder en sporadisch oppasser van Stanley.
- Alexa Davies als Kate, dochter van Lance (serie 2–3)
- Rebecca Callard als Toni, technicus en collega van Lance, de nieuwe vriendin van Lance. (Kerst-special en serie 3)
- Daniel Donskoy als Peter, Duitse bezoeker die de hulp van de DMDC's inroept om het vliegtuig van z'n grootvader te vinden, het zou zijn neergestort tijdens de Tweede Wereldoorlog. (serie 2)
- Jacob en Isabella Hill als Stanley, Becky en Andy's baby (serie 2)
- Asa James Wallace als Stanley, Becky en Andy's kind (serie 3)

## Uitzending
De serie werd ook uitgezonden in Australië en de Verenigde Staten.

## Prijzen
| Jaar | Prijs     | Categorie                                | Ontvanger    | Resultaat   | Referentie |
| ---- | --------- | ---------------------------------------- | ------------ | ----------- | ---------- |
| 2015 | BAFTA     | Sitcom                                   | Detectorists | Gewonnen    | [ 3 ]      |
| 2016 | BAFTA     | Beste mannelijke komedie acteerprestatie | Toby Jones   | Genomineerd | [ 4 ]      |
| 2018 | BAFTA     | Beste mannelijke komedie acteerprestatie | Toby Jones   | Gewonnen    | [ 5 ]      |
| 2018 | Rose d'Or | Rose d'Or voor Sitcom                    | Series       | Gewonnen    | [ 6 ]      |